# Ernest Barberolle
Ernest Barberolle, francoski veslač.
Barberolle je za Francijo nastopil na Poletnih olimpijskih igrah 1920 v Antwerpnu, kjer je kot krmar v dvojcu s krmarjem osvojil srebrno medaljo.